# Jan Simon
Pour les articles homonymes, voir Simon.
Ne doit pas être confondu avec Jean Simon.
Jan Simon (11 mai 1966) est un pianiste tchèque, soliste de la radio tchèque et directeur de l'Orchestre symphonique de la radio de Prague (SOČR).

## Biographie
Jan Simon vient d'une famille d'artistes : son père était le compositeur, pianiste et chef d'orchestre Ladislav Simon (cs) et sa mère était la réalisatrice et écrivaine Svatava Simonová (cs). Il commence le piano sous la direction de son père à l'âge de sept ans.
Après des études au conservatoire de Prague avec Valentina Kameníková, il est lauréat de plusieurs concours depuis 2001 (Concours du printemps de Prague, Concours Chopin de Majorque, Concours William Kapell). Il travaille ensuite à l'Académie de musique (HAMU) avec Ivan Moravec, et obtient la médaille de bronze au Concours Reine-Élisabeth, à Bruxelles. Il complète sa formation par une année à Zurich avec Homeo Francesche et deux ans auprès de James Tocca, à Lübeck.
Nommé soliste, de l'orchestre de la radio à Prague en 1994, il en est également le directeur administratif  depuis 2001. Il effectue des tournées régulièrement, non seulement avec son propre orchestre, le SOČR, mais en tant qu'invité de nombreux orchestres symphonique d'Europe.
L'enregistrement des concertos de Schulhoff a été primé au MIDEM classique de Cannes en 1995.

## Discographie
Jan Simon a enregistré pour les labels Supraphon, BMG, Radioservis et Clarton.
- Tomášek Concertos pour piano nos 1 et 2 - Jan Simon, piano ; Orchestre symphonique de la radio de Prague, dir. Vladimír Válek (23-25 mars 2005, Supraphon SU 3819-2) (OCLC 966319483)
- Musique pour piano tchèque : Jan Ladislav Dussek, Bedřich Smetana, Leoš Janáček, Erwin Schulhoff, Bohuslav Martinů - (avril 1993, Bonton) (OCLC 50187007)
- Erwin Schulhoff, Concertos pour piano - Orchestre symphonique de la radio de Prague, dir. Vladimír Válek (1994, Supraphon) (OCLC 611996908)